# Eduard Reut-Nicolussi

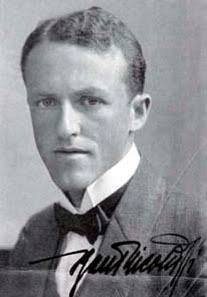
Eduard Reut-Nicolussi

Eduard Reut-Nicolussi (* 22. Juni 1888 in Trient, Österreich-Ungarn; † 18. Juli 1958 in Innsbruck) war ein Südtiroler Jurist (Völkerrecht) und Politiker.

## Leben
Eduard Reut-Nicolussi wuchs als Sohn des Lehrers Mattheus und der Maria Inama in Lusern auf, einer Sprachinsel der Zimbern auf der Hochebene südlich des oberen Valsugana im Trentino (damals Welschtirol). Er schloss das Gymnasium in Trient ab und studierte an der Universität Innsbruck Jus. Im Ersten Weltkrieg war er Offizier bei den österreichischen Kaiserjägern und wurde schwer verwundet.
Im von Italien besetzten Südtirol durfte die am 16. Februar 1919 abgehaltene Wahl zur Konstituierenden Nationalversammlung für Deutschösterreich nicht stattfinden. Vom Wahlkreis 26 (Deutschsüdtirol) konnte nur der zu diesem Wahlkreis gehörige politische Bezirk Lienz, später Osttirol genannt, mitwählen; dort wohnte etwa ein Neuntel der Wahlberechtigten des Wahlkreises. Die Nationalversammlung nahm hierauf das Wahlergebnis von Nordtirol und Bezirk Lienz als Berechnungsgrundlage, Deutschsüdtiroler Kandidaten, darunter Reut-Nicolussi, am 4. April 1919 als Abgeordnete in die Nationalversammlung „einzuberufen“.
In diesem ersten in der Republik gewählten Parlament berichtete Staatskanzler Karl Renner am 6. September 1919 über die Österreich im Vertrag von Saint-Germain diktierten Friedensbedingungen, die die Abtretung Tirols südlich des Brenners an Italien umfassten. Das Parlament war gezwungen, Renner zur Unterzeichnung dieses Vertrages zu bevollmächtigen.
Reut-Nicolussi hielt in der leidenschaftlichen Debatte eine sehr emotionale, Aufsehen erregende Rede über die Südtirolfrage und beschwor die von den österreichischen Spitzenpolitikern versprochene geistige Landeseinheit mit Südtirol, das sich mit der Teilung des Landes Tirol und der Fremdherrschaft in Südtirol nie abfinden werde.
Per 18. November 1919 schied Reut-Nicolussi aus dem österreichischen Parlament aus und zog nach Bozen, wo er als Rechtsanwalt tätig wurde. Am 15. Mai 1921 wurde er für den „Deutschen Verband“ (DV), einem Zusammenschluss der katholisch-konservativen „Tiroler Volkspartei“ mit der großdeutschen „Freiheitlichen Partei“, als einer von vier Deutsch-Südtiroler Abgeordneten im italienischen Parlament gewählt und wurde Obmann des DV. Der DV erreichte bei den italienischen Parlamentswahlen im Jahr 1921 in Südtirol mehr als 90 % der Stimmen und mit Reut-Nicolussi, Friedrich von Toggenburg, Wilhelm von Walther und Karl Tinzl alle hier zu vergebenden Mandate. 1923 heiratete er in Bozen die Advokatentochter Margareth Perathoner. 
Nach dem Marsch auf Rom der Faschisten und der Machtübernahme durch Benito Mussolini im November 1922 setzte eine rücksichtslose Politik der Italianisierung Südtirols und der Sprachinseln der Zimbern ein, die maßgeblich von Ettore Tolomei aus Rovereto (Trentino) geleitet wurde. Gleichzeitig wuchs der Druck auf die Abgeordneten Südtirols (u. a. 1926 Verbot des DV), so dass Reut-Nicolussi 1927 nach Innsbruck flüchten musste, wo er sich an der dortigen Universität 1931 in Rechtsphilosophie und Völkerrecht habilitierte und in den folgenden Jahren bis zu seiner Emeritierung lehrte.

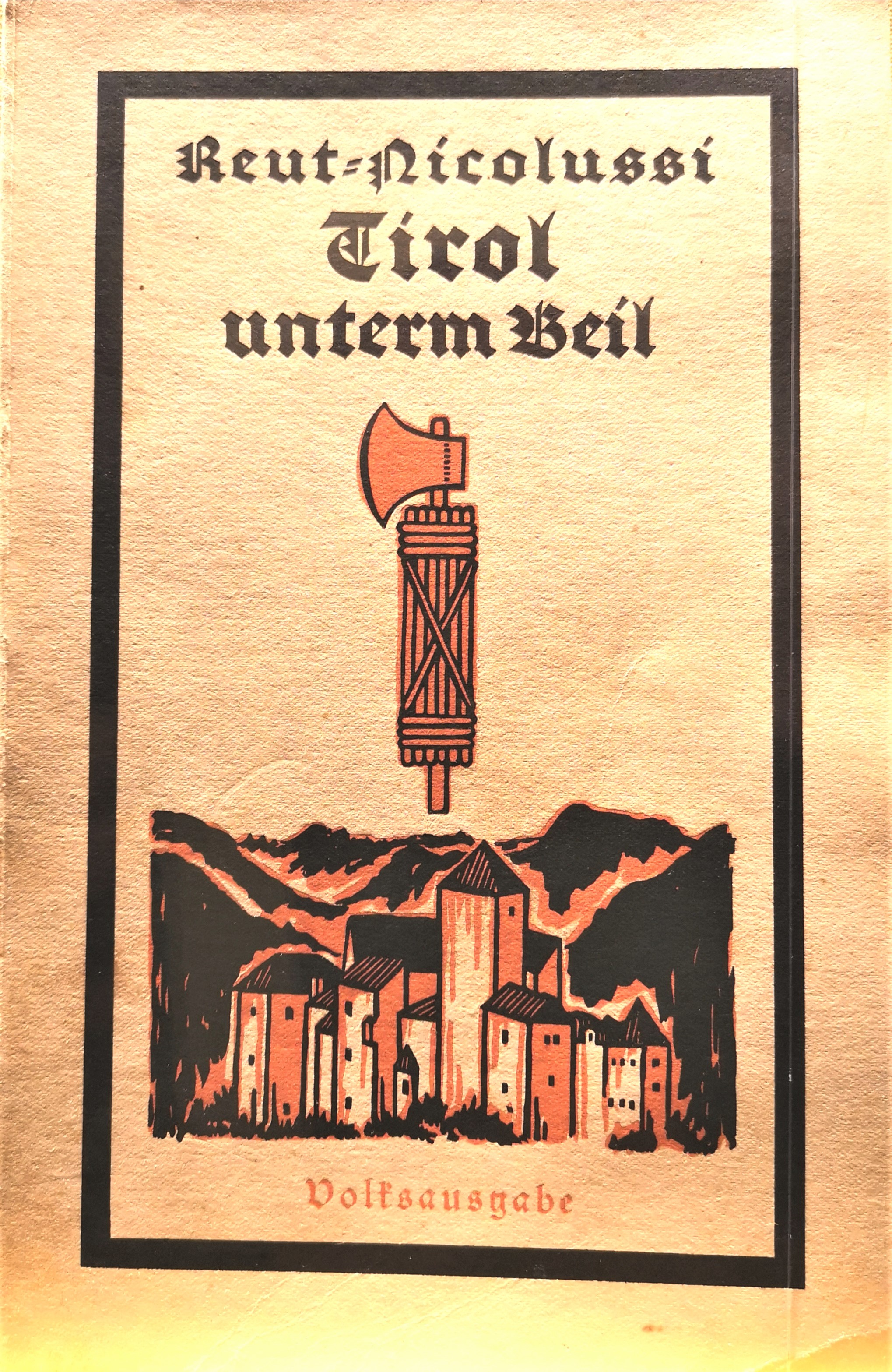
Frontispiz von Reut-Nicolussis 1928 in München erschienenem Buch Tirol unterm Beil

Internationales Aufsehen erregte Reut-Nicolussi mit seiner gegen die Italianisierung in Südtirol gerichteten, 1928 bei Beck verlegten Streitschrift Tirol unterm Beil, die 1930 in London in englischer Sprache als Tyrol under the Axe of Italian Fascism neu aufgelegt wurde. Eine in etwa zeitgleich erschienene Artikelserie im renommierten „Manchester Guardian“ bezeichnete Reut-Nicolussi als einen tirolischen Michael Collins.
Zu Ostern 1932 besprach Reut-Nicolussi in einer persönlichen Unterredung mit Hitler die Südtirolfrage und musste dessen Politik des Verzichts auf Südtirol zur Kenntnis nehmen. 1935 prangerte er die „Würdelosigkeit“ der österreichischen, stark an Mussolini als Protektor der österreichischen Unabhängigkeit gegenüber NS-Deutschlands orientierten Italienpolitik an.
In den Jahren bis 1938 war Reut-Nicolussi politisch aktiv als Leiter des „Deutschen Schulvereins Südmark“, eines im Gegensatz zum radikal-irredentistischen „Andreas-Hofer-Bund für Tirol“ eher gemäßigten Verbands aus dem deutschnationalen Umfeld.
Nach dem Anschluss Österreichs 1938 durfte Reut-Nicolussi wegen seiner erklärten Opposition gegen die nationalsozialistische Politik der Option in Südtirol nur mehr Zivilrecht lehren. Gleichzeitig war er in Tiroler Widerstandskreisen aktiv, ohne allerdings nachhaltige Wirkung zu erzielen.
Nach Ende des Zweiten Weltkriegs war er als aktiver Widerständler kurzzeitig in der Tiroler Landesregierung, resignierte aber, nachdem auf der Pariser Friedenskonferenz 1946 klar wurde, dass Südtirol bei Italien bleiben würde, und zog sich weitgehend aus der Politik zurück. Im Mai 1946 wurde Reut-Nicolussi zum Vorsitzenden des „Verbandes der Südtiroler“ gewählt. 1945 erhielt er einen Lehrstuhl für Völkerrecht und Rechtsphilosophie an der Universität Innsbruck und wurde daselbst 1951 Rektor.
Reut-Nicolussi war auch Mitglied der CV-Verbindungen AV Austria Innsbruck, Traungau Graz, Alpinia Innsbruck sowie einer der Stifter der KAV Rheno-Danubia Innsbruck.
Von 1947 bis 1951 war er Präsident der Tiroler Pfadfinder und von 1951 bis zu seinem Tod ihr Ehrenpräsident.
In Innsbruck wurde eine Straße nach ihm benannt.

## Werke
- Tirol unterm Beil, München, Beck 1928 (Digitalisat; englische Ausgabe: Tyrol under the Axe of Italian Fascism. Übersetzt von K. L. Montgomery, London: George Allen & Unwin Ltd., 1930)
- Das altösterreichische Nationalitätenrecht in Welschtirol, 1930
- Zur Problematik der Heiligkeit der Verträge. Eine Studie über die ‚clausula rebus sic stantibus‘ im Völkerrecht, 1931
- Unparteilichkeit im Völkerrecht, 1940
- Leitfaden der Redekunst, 1949